# 探親
探亲访友是指人們看望朋友和親戚，是世界范围内一种重要的出行形式。探親訪友的人基本上不与朋友/亲戚住在一起，也有可能被朋友/亲戚安排住宿。現今大多数人們出行的目的主要是休闲旅遊、商务以及探親訪友。

## 海峽兩岸
1987年11月2日，時任中華民國總統蔣經國有感於台海兩岸之間的親人分離太久，決定讓凡在中國大陸有三親等內血親、姻親或配偶的民眾登記赴大陸探親。